# Вараждин
Вара́ждин (хорв. Varaždin, нем. Warasdin, лат. Varasdinum, венг. Varasd) — город на северо-западе Хорватии. Расположен в 81 км к северу от Загреба, на реке Драва. Административный центр Вараждинской жупании. По данным на 2011 год население города составляет 47 055 человек; по данным на 2001 год оно насчитывало 49 075 человек.

## История
Археологические раскопки доказывают, что поселение существовало здесь ещё во времена римлян. Первое письменное упоминание о городе относится к 1181 году. В 1209 году хорватско-венгерский король Андраш II дает Вараждину — первому городу в Хорватии — грамоту вольного королевского города.
В 1756—1776 гг. при императрице Марии-Терезии служил главным городом Хорватии. В это время строятся многочисленные дворцы, сохранившиеся до сих пор и дающие право городу называться «музеем барокко под открытым небом». В 1776 году город в страшном пожаре сгорел практически дотла. Столица была перенесена в Загреб.

## Экономика
В настоящее время Вараждин — крупный культурный и промышленный центр Хорватии. Здесь расположен крупный молокозавод «Виндия», известная текстильная фабрика «Вартекс», давшая название и футбольной команде первой лиги «Вартекс».

## Культура
Вараждин известен своими «вечерами музыки барокко», собирающими исполнителей и слушателей из многих стран. Концерты проходят в старинных церквах и замках города. Одним из самых известных ежегодных событий, привлекающих тысячи туристов, является «Шпанцирфест» (Špancirfest) — фестиваль уличных артистов.
В большинстве переводов оперетты (кроме венгерского) Имре Кальмана «Марица» уроженцем Вараждина был один из персонажей — барон Коломан Зупан, а самый известный дуэт оперетты так и называется «Поедем в Вараздин».

## Достопримечательности
- Вараждинский замок XIV—XVI вв., до 1925 года находился во владении магнатского рода Эрдёди
- Католический Вараждинский собор выстроен в XVII веке на средства Драшковичей
- Православная церковь Георгия Победоносца (1884)
- В 40 километрах от города внушительный неоготический замок Тракошчан.
- Пещера Виндия

- Вокзал
- Дворец Херцер
- Замок в Старом городе
- Городской театр
- Церковь св. Николая

## Города-побратимы
- Бад-Радкерсбург, Австрия
- Осер, Франция
- Равенсбург, Германия
- Кобленц, Германия
- Залаэгерсег, Венгрия
- Монтале, Италия
- Куманово, Северная Македония
- Трнава, Словакия
- Птуй, Словения